# Kustfly
Kustfly, Stilbia anomala, är en fjärilsart som beskrevs av Adrian Hardy Haworth 1812. Kustfly ingår i släktet Stilbia och familjen nattflyn, Noctuidae. Arten är ännu inte påträffad i Sverige, men förekommer i västra Europa, från Spanien, Portugal i söder till Norge i norr. Inga underarter finns listade i Catalogue of Life.

## Bildgalleri

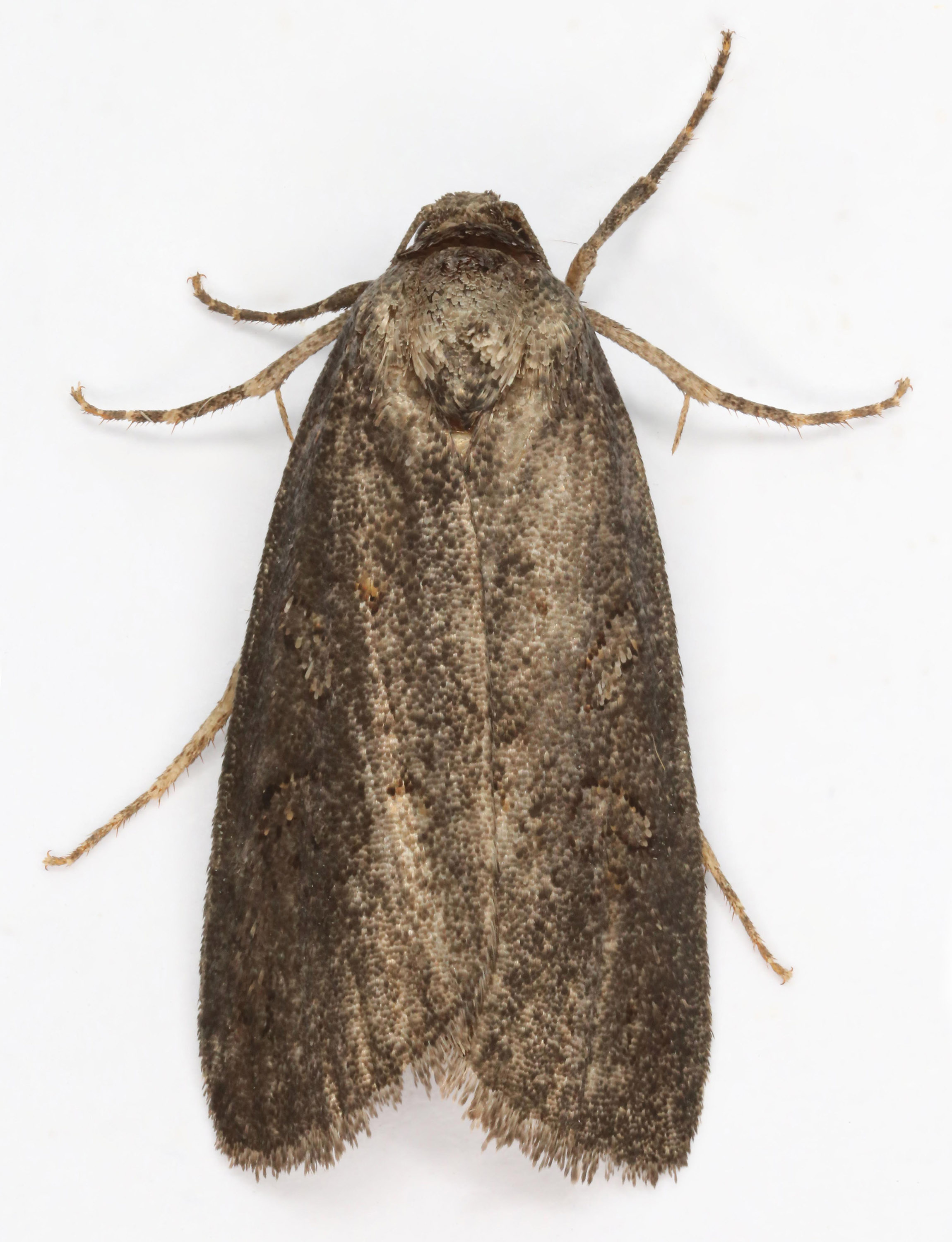
Imago fjäril
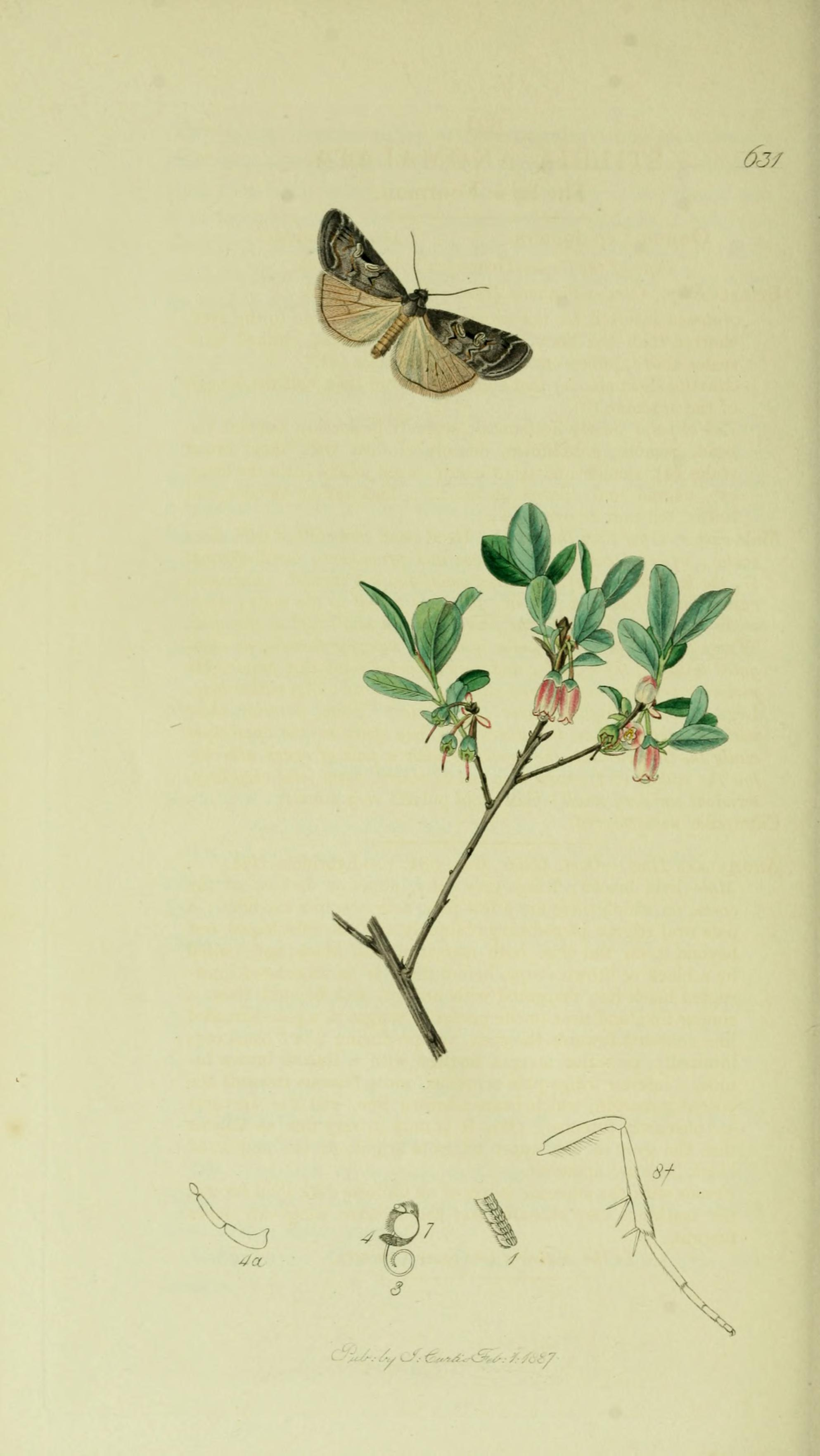
Illustration imago fjäril, artens värdväxt samt detaljer, sugsnabel, ben etc.